# Волтерс, Рудольф

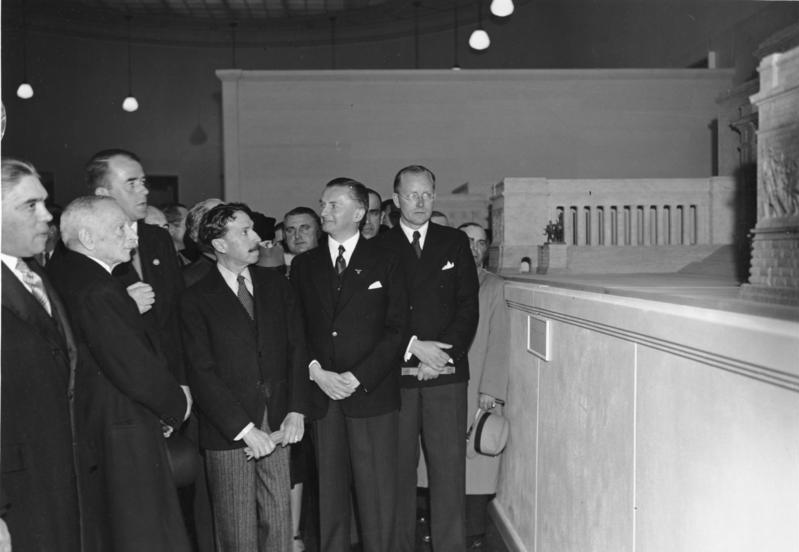
Волтерс (справа) на лиссабонской выставке 1942 года со Шпеером и президентом Португалии Фрагозу Кармона

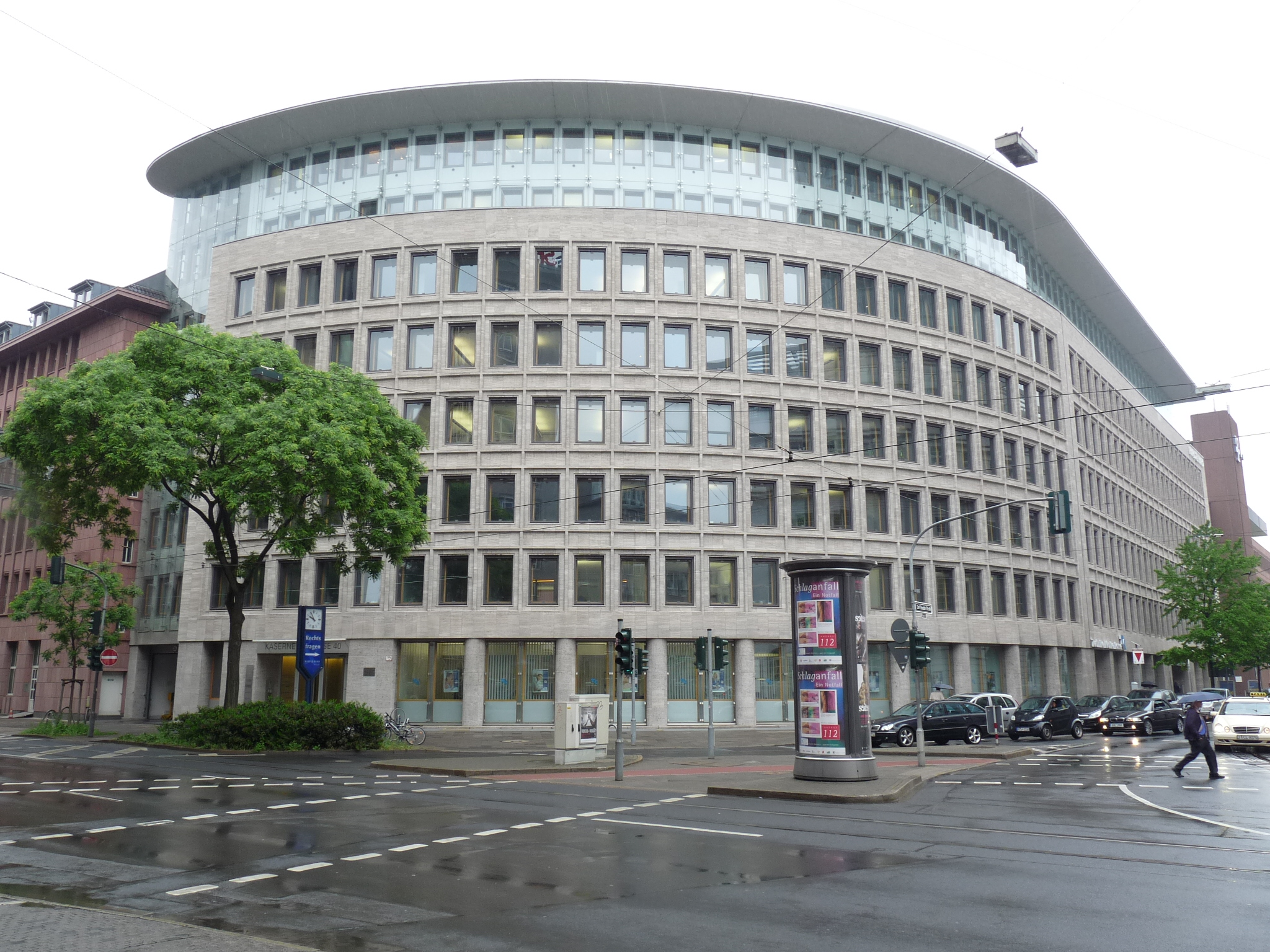
Здание банка, спроектированное Волтерсом в Дюссельдорфе (1955)

Рудольф Волтерс (нем. Rudolf Wolters; 3 августа 1903 — 7 января 1983) — немецкий архитектор, основной разработчик шпееровского плана перестройки Берлина, представитель нацистской архитектуры.

## Биография
Родился в городе Косфельде. Учился в Мюнхенской высшей технической школе (1923—1924) и в Берлинской высшей технической школе (1924—1927).
Во время учебы подружился с Альбертом Шпеером. Окончание учебы совпало с началом великой депрессии, и Волтерс не мог найти работу в Германии.
В 1932—1933 годах работал в Советском Союзе, в Новосибирске. Спроектировал поселок железнодорожников на станции Инская и комплекс зданий Института военных инженеров транспорта (совместно с Д. М. Агеевым, С. М. Игнатовичем, Г. Е. Степанченко, К. И. Митиным и Я. Е. Кузнецовым). Возвратившись в Берлин, написал книгу «Специалист в Сибири», в которой описал жизнь в СССР.
В 1933—1937 годах работал в Deutsche Reichsbahn.
В 1937 году Альберт Шпеер, получивший пост Генерального строительного инспектора и фактически ставший главным архитектором рейха, пригласил Волтерса начальником отдела. В этом качестве он работал над планом реконструкции Берлина. В 1938 году Геббельс назначил его редактором архитектурного приложения к журналу Die Kunst im Third Reich. Волтерс писал в этом журнале, который в сентябре 1939 года по просьбе Гитлера был переименован в Die Kunst im Deutschen Reich, до последнего номера, вышедшего в 1944 году.
В январе 1940 года Геббельс назначил Волтерса «выставочным комиссаром», поручив ему организацию выставки «Новая немецкая архитектура». Эта выставка представляла за границей макеты, большие фотографии и планы наиболее важных зданий и строек Германского рейха и до 1943 года демонстрировались в Белграде, Софии, Будапеште, Афинах, Мадриде, Барселоне, Лиссабоне, Копенгагене, Стамбуле, Анкаре и Смирне.
В феврале 1942 года, после того как Шпеер был назначен главой организации Тодта, Волтерс стал в ней начальником отдела культуры и пропаганды. В рамках этой должности посещал оккупированные территории СССР, о чём сохранились дневниковые записи. 
В мае 1945 года Волтерс вернулся в свой родной город Косфельд, где вновь созданная городская администрация тут же поручила ему планирование реконструкции старого города. С этой целью он вместе с Карлом Берлицем основал архитектурное бюро и привлек в качестве консультанта Карла Марию Хеттлаге, бывшего начальника Управления экономики и финансов в имперском министерстве вооружения и военного производства. Впоследствии бюро также работало для других вестфальских городов, таких как Ахаус, Анхольт, Боркен и Рейне.
Послевоенные постройки Вольтерса можно найти в Дортмунде (полицейпрезидиум), Дюссельдорфе (здание Индустри-Кредит-Банка) и Бонне (отель Königshof).
Волтерс собирал кассиберы Шпеера из тюрьмы Шпандау для военных преступников. Впоследствии кассиберы легли в основу книг Шпеера «Воспоминания» и «Шпандау. Тайный дневник». Семью Шпеера поддерживал специальный фонд, в который платил круг друзей, организованный Вольтерсом. После освобождения Шпеера из тюрьмы в 1966 году между друзьями возникли разногласия, и в 1971 году они расстались. Волтерс, который всю жизнь оставался сторонником Гитлера, обвинил Шпеера в предательстве своих бывших соратников. Окончательный разрыв произошел после того, как Волтерс, не  владевший английским, прочитал в переводе на немецкий язык в журнале Quick отрывки из длинного интервью, взятого у Шпеера в 1971 году журналистом Эриком Норденом для журнала Playboy.